# فاربوس (باد كاليه)
فاربوس، باد كاليه (بالفرنسية: Farbus)‏ هي بلدية تقع في إقليم باد كاليه من منطقة نور با دو كاليه في شمال فرنسا. تبلغ مساحة هذه المدينة 3.49 (كم²)، وترتفع عن سطح البحر 76 م، يبلغ عدد سكانها 532 نسمة حسب إحصاء المعهد الوطني للإحصاء والدراسات الاقتصادية سنة 2009 م. وترأس Jean-François Dépret البلدية خلال فترة (2008-2014).